# Harry Keough
Harry Joseph Keough (Saint Louis, 1º aprile 1927 – 7 febbraio 2012) è stato un allenatore di calcio e calciatore statunitense, di ruolo difensore.

## Carriera
Ha giocato tutta la sua carriera nel campionato statunitense.
Nel 1950 ha partecipato al Campionato mondiale di calcio "Jules Rimet", in cui la nazionale degli USA si distinse per la famosa vittoria sulla favorita Inghilterra, nel Miracolo di Belo Horizonte.
Ha iniziato la sua carriera da allenatore nel 1962 ed ha allenato per circa vent'anni.